# Gerhard Himmel
Gerhard Himmel, född den 26 april 1965 i Hanau, Tyskland, är en västtysk brottare som tog OS-silver i tungviktsbrottning i den grekisk-romerska klassen 1988 i Seoul.